# Gerhard Olschewski
Gerhard Olschewski (* 30. Mai 1942 in Herzogskirchen, Ostpreußen) ist ein deutscher Schauspieler und Hörspielsprecher.

## Leben und Werk
Gerhard Olschewskis im Jahr 1945 aus Ostpreußen geflüchtete Familie lebte zuerst in Dithmarschen und ab 1953 in Lübeck. Olschewski debütierte am Hamburger St. Pauli Theater. Im Fernsehen feierte er 1966 mit Das Nachtjackenviertel oder 1972 mit Dieter Wedels Einmal im Leben – Geschichte eines Eigenheims erste Erfolge. Es folgten neben dem Engagement am Theater weitere Fernsehproduktionen wie Ottokar Runzes Drama Verlorenes Leben, für das er 1976 den Bundesfilmpreis und bei den Internationalen Filmfestspielen Berlin einen Silbernen Bären in der Kategorie Bester Darsteller erhielt. Olschewski wurde beim Sitges Festival Internacional de Cinema de Catalunya 1979 als bester Darsteller für seine schauspielerische Leistung in Ottokar Runzes Kriminalfilm Der Mörder nach dem Roman von Georges Simenon ausgezeichnet. 1983 wurde Gerhard Olschewski für seine Darstellung des Schroth in Tankred Dorsts Eisenhans wiederum als bester Darsteller mit dem Deutschen Filmpreis geehrt. Olschewski ist seit 1969 Mitglied der SPD.
Darüber hinaus wurde der Schauspieler bekannt mit Serienrollen. Seine wohl langlebigste war hier die des Kräuterdoktors Hinnerk Hinnerksen in der ZDF-Vorabendserie Der Landarzt, die er von 1987 bis 2013 in über 240 Folgen spielte. Außerdem verkörperte er den Pfarrer Martin Bramstedt in der ARD-Serie Happy Birthday an der Seite von Witta Pohl und den Fischer Oskar Peters („Räucheroskar“) in der ZDF-Reihe Hallo Robbie!.

## Filmografie (Auswahl)
- 1972: Einmal im Leben – Geschichte eines Eigenheims
- 1973: Hamburg Transit – Awuku
- 1975: Die Rakete
- 1976: Verlorenes Leben
- 1976: Ein Herz und eine Seele – Telefon! (Gastauftritt)
- 1977: Eierdiebe
- 1977: Halbe-Halbe
- 1978: Der Geist der Mirabelle. Geschichten von Bollerup
- 1978: Feuer um Mitternacht
- 1978: Kläger und Beklagte
- 1979: Der Mörder
- 1979: St. Pauli-Landungsbrücken (Folge 1: Brückenwart Heiner Eck)
- 1979: Onkel Bräsig
- 1981: Das Ende vom Anfang
- 1981: Der Fuchs von Övelgönne – Ein Fall für Lehmitz
- 1982: Feine Gesellschaft – beschränkte Haftung
- 1983: Nesthäkchen (Willem)
- 1983: Eisenhans
- 1983: Kanakerbraut
- 1983: Der Sprinter
- 1984: Der Ausflug, ein Betriebsausflug
- 1984: Tatort – Zweierlei Blut (Fernsehreihe)
- 1984: König Drosselbart
- 1985: Novembermond
- 1985: Mord im Spiel
- 1985: Der Kampfschwimmer
- 1985: Kein schöner Land (Fernsehserie, eine Folge)
- 1986: Der Alte – Die Angst des Apothekers
- 1986: Die Krimistunde (Fernsehserie, Folge 22, Episode: "Waschen, schneiden, umlegen")
- 1986: Ein Fall für zwei (Fernsehserie, Folge 46, Episode: "Fasolds Traum")
- 1987: Tatort – Voll auf Haß
- 1987–2013: Der Landarzt (Fernsehserie)
- 1988, 1997: Liebling Kreuzberg (Fernsehserie, zwei Folgen)
- 1989: Schweinegeld – Ein Märchen der Gebrüder Nimm
- 1989: Mit Leib und Seele (Fernsehserie)
- 1989: Tatort – Blutspur
- 1989: Tatort – Katjas Schweigen
- 1990: Der Fahnder – Ottos Alptraum (Fernsehserie)
- 1990: Tatort – Medizinmänner
- 1990: Ein Fall für zwei – Madonna
- 1990: Kartoffeln mit Stippe (Fernsehfilm)
- 1991: Unser Lehrer Doktor Specht
- 1992–1996: Immer wieder Sonntag (Fernsehserie)
- 1994: Hass im Kopf
- 1994: Das Traumschiff – Dubai
- 1995: Der Alte (Fernsehserie, Folge Am hellichten Tag)
- 1997: Die Oma ist tot
- 1997: Happy Birthday
- 1998: Adelheid und ihre Mörder (Fernsehserie, Die Liebesinsel)
- 1999: Klemperer – Ein Leben in Deutschland
- 1999: Unser Charly (Folge Hausbesuch)
- 2000: Polizeiruf 110: Ihr größter Fall (Fernsehreihe)
- 2002–2009: Hallo Robbie! (Fernsehserie)
- 2003: Kunden und andere Katastrophen (Fernsehserie)
- 2003–2004: Die Pfefferkörner (Fernsehserie)
- 2004, 2011: Großstadtrevier (Fernsehserie, zwei Folgen)
- 2006: Schröders wunderbare Welt
- 2011: Querschläger – Sushi zum Frühstück
- 2012: Inga Lindström: Sommer der Erinnerung
- 2015: Road to Latokya

## Hörspiele
- Elisabeth Herrmann: Versunkene Gräber. Regie: Sven Stricker. Radio-Tatort, NDR 2011.